# 85558 Tianjinshida
85558 Tianjinshida è un asteroide della fascia principale. Scoperto nel 1998, presenta un'orbita caratterizzata da un semiasse maggiore pari a 3,1929025 au e da un'eccentricità di 0,1529013, inclinata di 9,45067° rispetto all'eclittica.